# Taghaser
Taghaser (in armeno Թաղասեռ?, in azero Tağaser), talvolta anche T'aghaser e Tagasir, è una comunità rurale del distretto di Xocavənd in Azerbaigian, facente parte fino al 2020 della regione di Hadrowt' nella repubblica dell'Artsakh (fino al 2017 denominata repubblica del Nagorno Karabakh), a tre chilometri dal capoluogo.

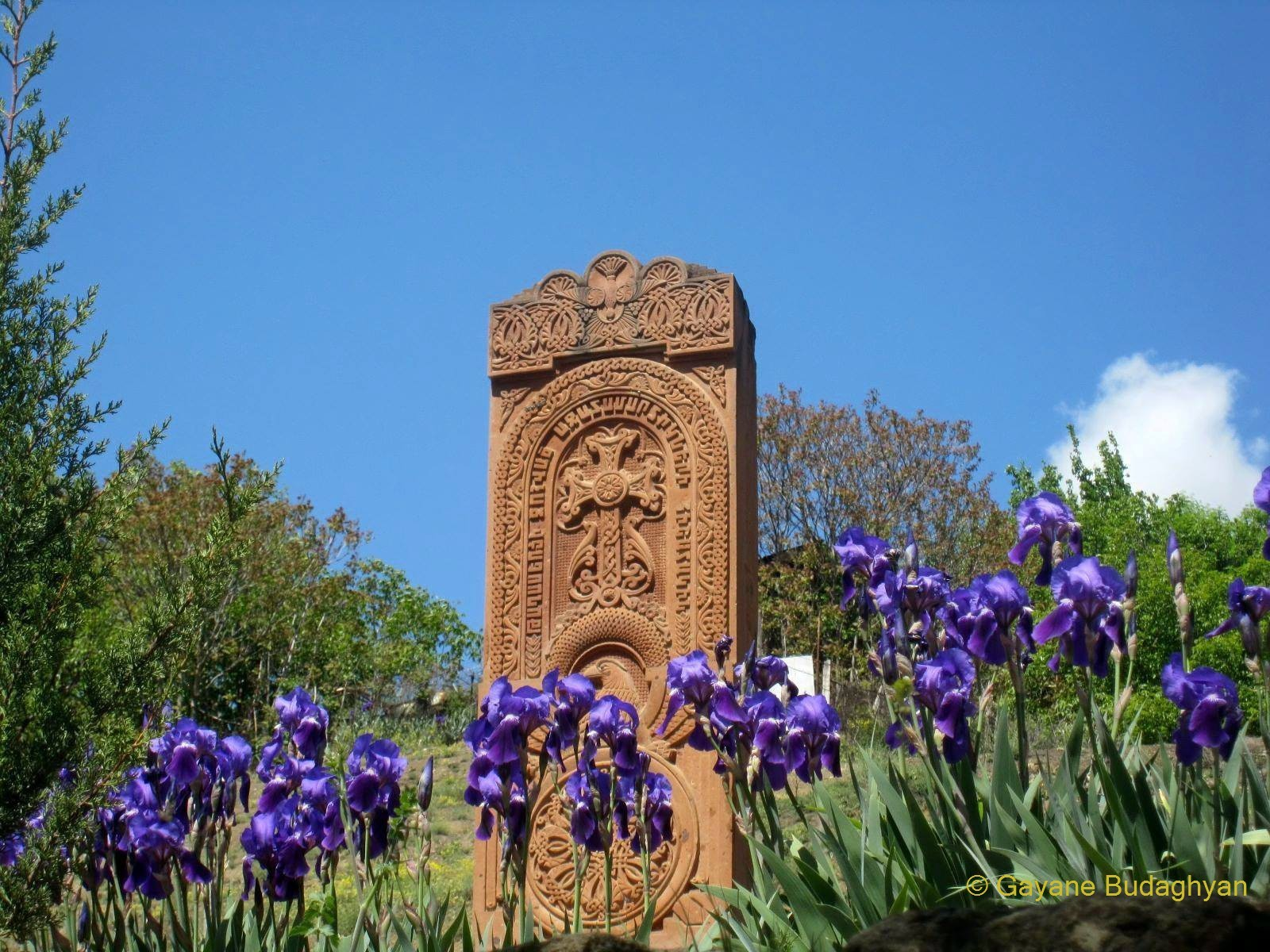
Monumento ai caduti nel conflitto del Nagorno Karabakh.

Secondo il censimento del 2015 contava 434 abitanti.

## Origini del nome

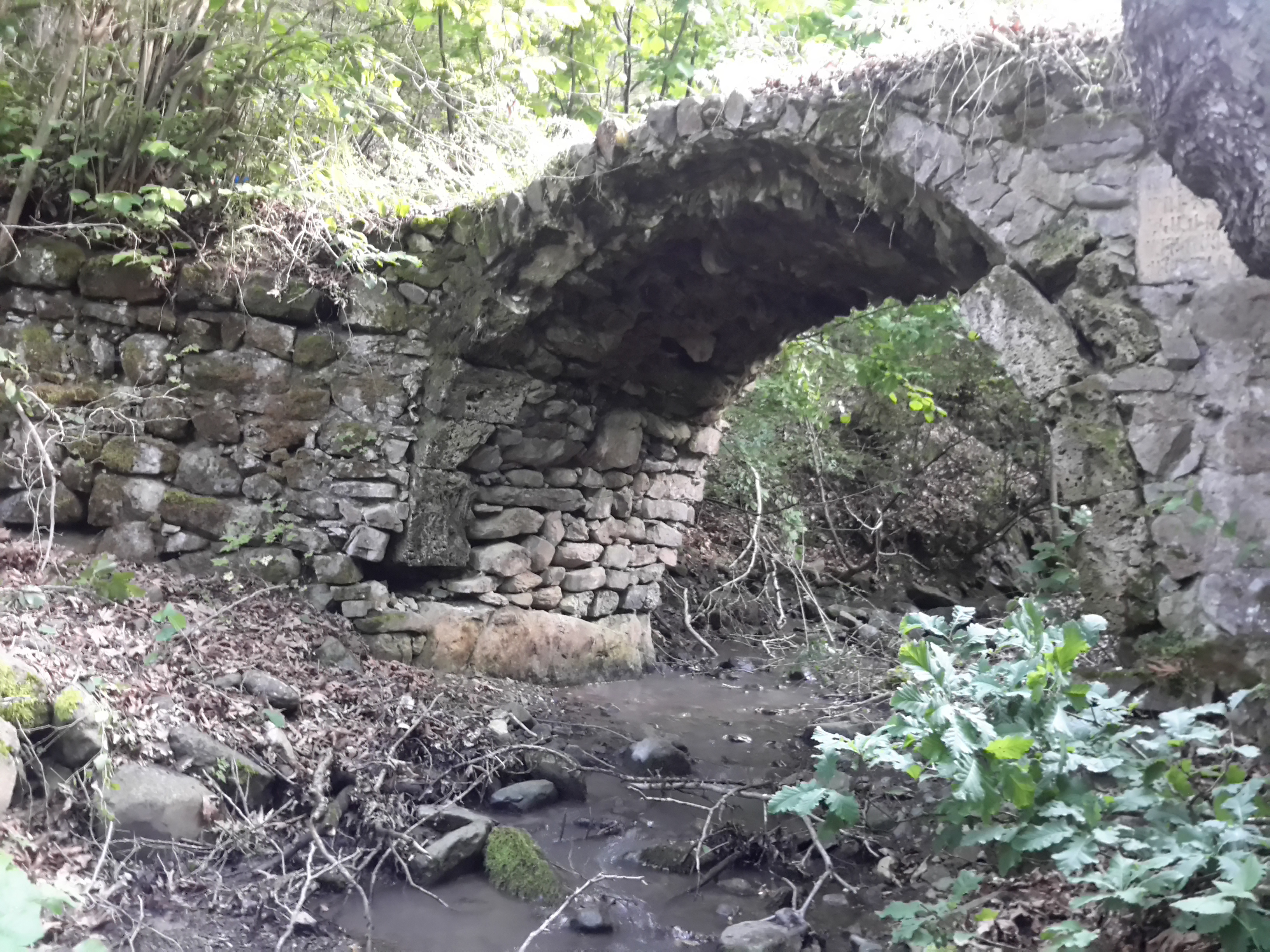
Ponte del 1763 a Taghaser.

Il nome Taghaser deriva da due parole armene, Tagh, che significa quartiere (di una città), e Ser, che significa vertice.

## Storia
Durante il periodo sovietico, il villaggio faceva parte del distretto di Hadrut dell'Oblast' autonoma del Nagorno Karabakh. Dopo la Prima guerra del Nagorno Karabakh, il villaggio fu amministrato come parte della regione di Hadrut dalla Repubblica separatista di Artsakh. Il villaggio passò sotto il controllo dell'Azerbaigian il 14 ottobre 2020, durante la guerra del Nagorno Karabakh del 2020.

## Monumenti e luoghi d'interesse

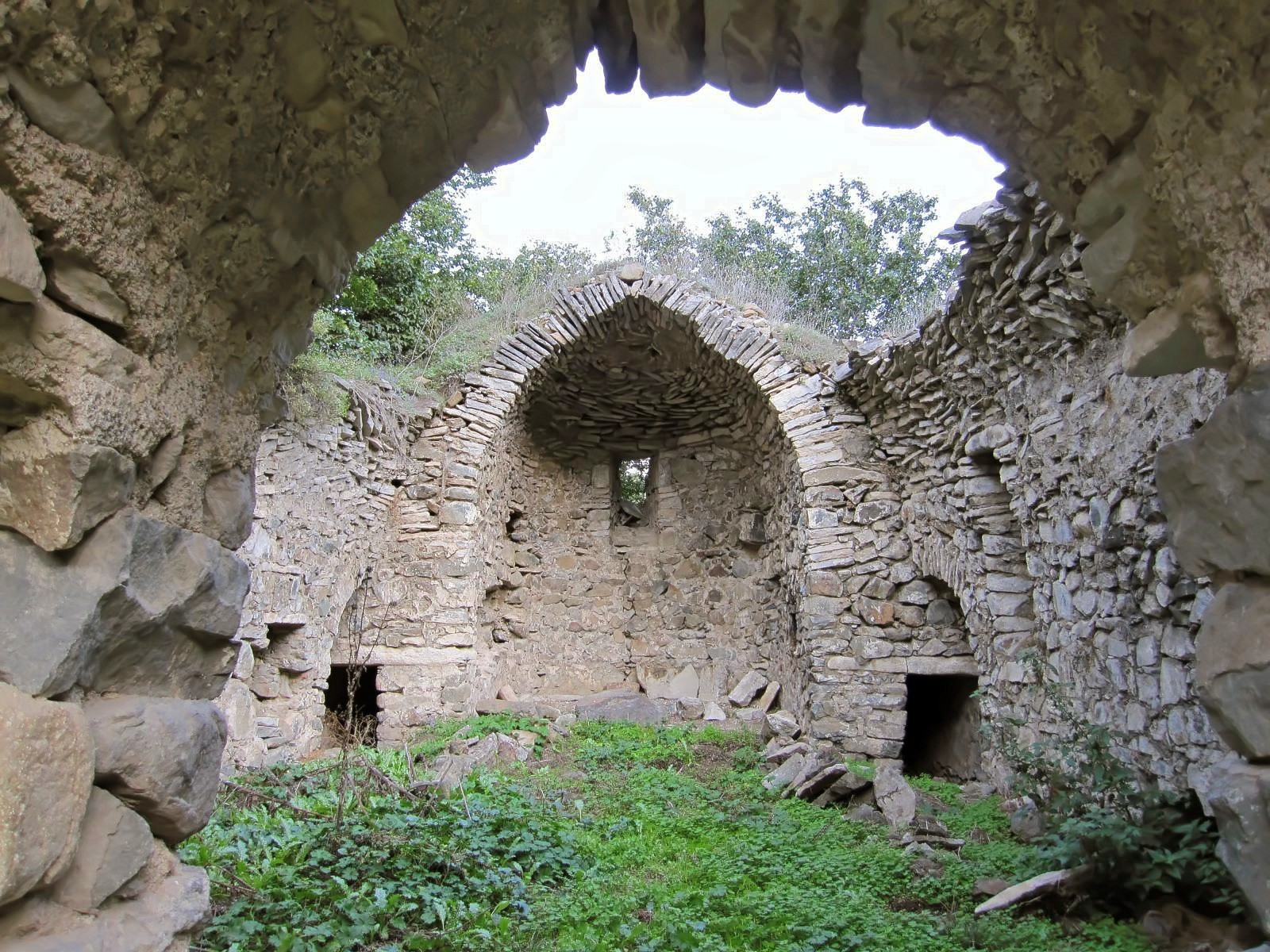
Chiesa di Anapat, 1635.

I siti del patrimonio storico presenti nel villaggio e nei suoi dintorni includono una khachkar del XIV-XV secolo, la chiesa di Taghaseri Anapat (armeno: Թաղասեռի անապատ) costruita nel 1635, il ponte di Hin Taghaser (armeno: Հին Թաղասեռ, "Taghaser Vecchio") costruito nel 1763, la chiesa di Surb Astvatsatsin (Սուրբ Աստվածածին) del XVII secolo, la chiesa di Surb Astvatsin (Սուրբ Աստվածածին, "Santa Madre di Dio"), il villaggio di Hin Shen (armeno: Հին Շեն) del XVII secolo, un cimitero risalente al periodo compreso tra il XVII e il XIX secolo e un monumento a sorgente del XX secolo.